# Salehurst
Salehurst – wieś w Anglii, w hrabstwie East Sussex, w dystrykcie Rother. Leży 72 km na południowy wschód od Londynu.